# Prostemmiulus abditus
Prostemmiulus abditus är en mångfotingart som beskrevs av Loomis 1936. Prostemmiulus abditus ingår i släktet Prostemmiulus och familjen Stemmiulidae. Inga underarter finns listade i Catalogue of Life.